# أكرانيس
أكرانيس هي مدينة في أيسلندا، تقع على الساحل الغربي، في خليج المحيط الأطلسي، على بعد 20 كم شمال عاصمة ريكيافيك. يبلغ عدد سكانها حوالي 6,600 نسمة (2011). هذه هي مدينة الميناء، كونها تاسع أكبر مدينة في البلاد. تم تأسيس أول مستوطنة في المكان اليوم في عام 880. نما قانون المدينة لعام 1942 بقوة منذ الخمسينيات، عندما تم بناء مصنع للأسمنت - فريد من نوعه في البلاد. أيضا في المدينة هناك مصنع السبائك الحديدية، محطة الطاقة الكهرومائية، حوض بناء السفن.

## تاريخ
استقرت أكرانيس في القرن التاسع. وقد تم تأسيسها على يد أخوين قدموا من إيرلندا. بدأت المدينة تتشكل في منتصف القرن السابع عشر كقرية لصيد الأسماك. في عام 1942 تم استئجارها رسميا، وفي السنوات التالية، كان لها أكبر زيادة في عدد السكان في تاريخها.
ازدهرت فيها الصناعة: تم تشغيل مصنع للأسمنت في المدينة منذ خمسينيات القرن الماضي، ويعمل مصنع لصهر الألمنيوم بالقرب من المدينة منذ عام 1998.

## معرض صور

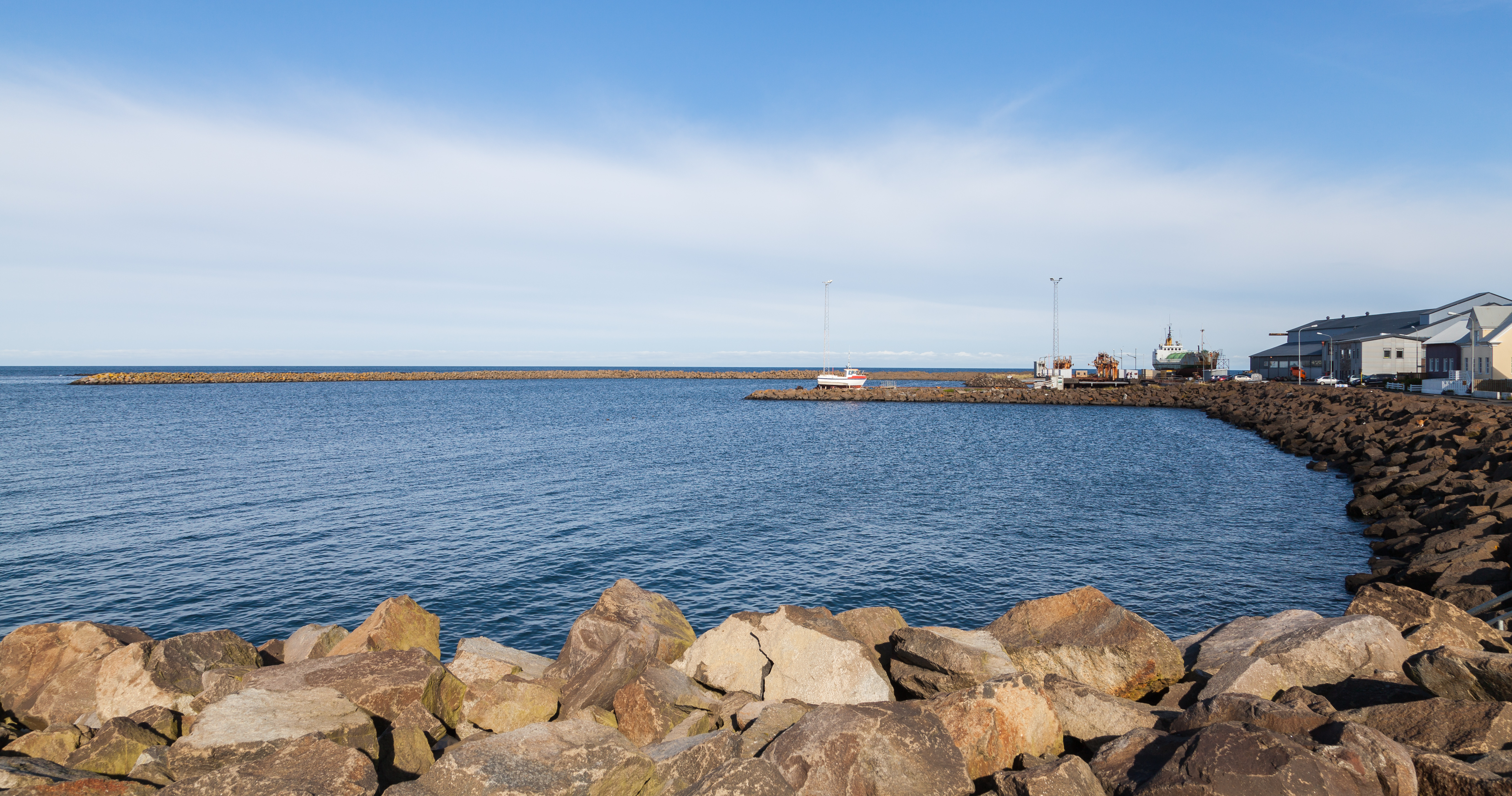
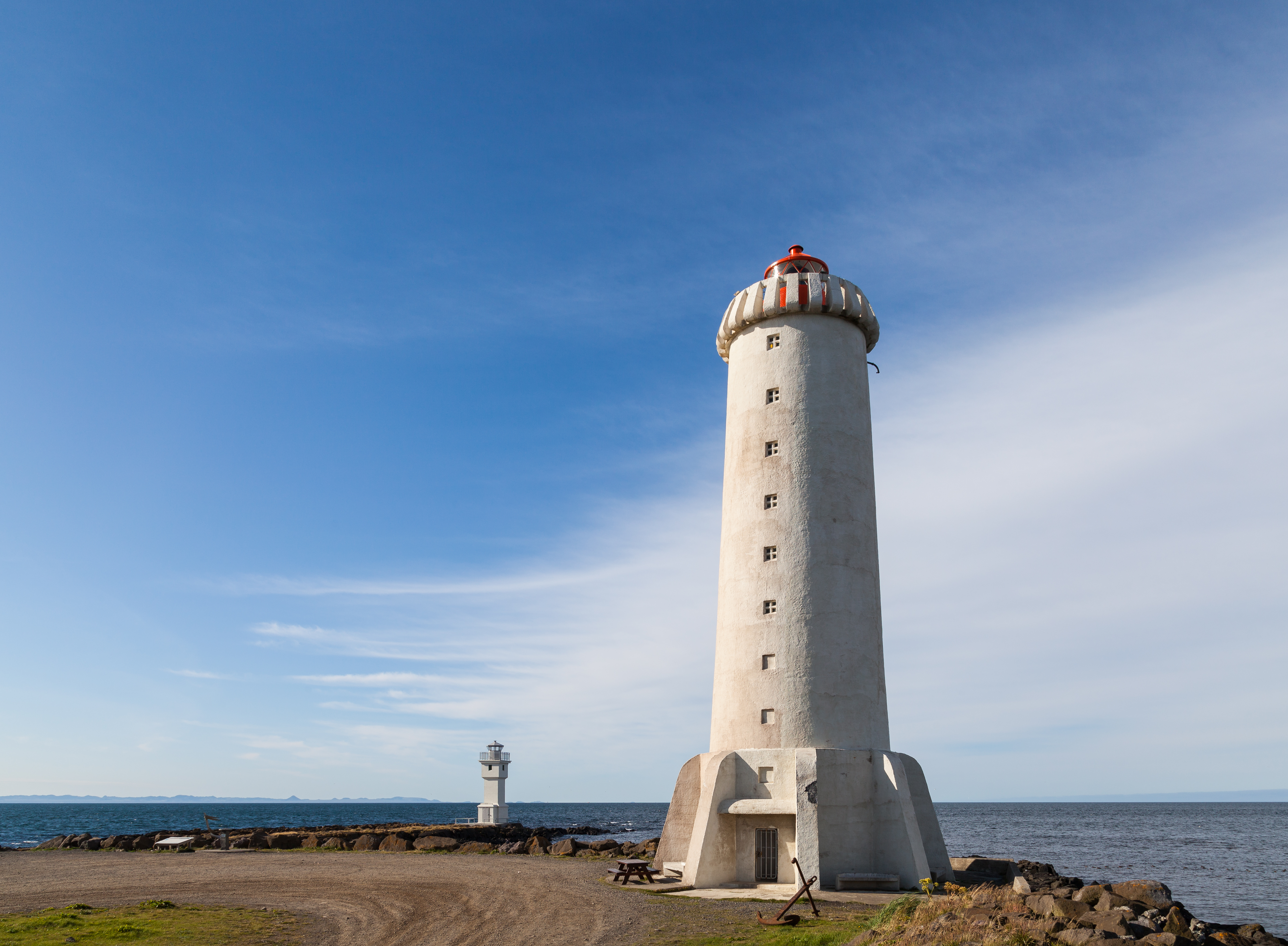
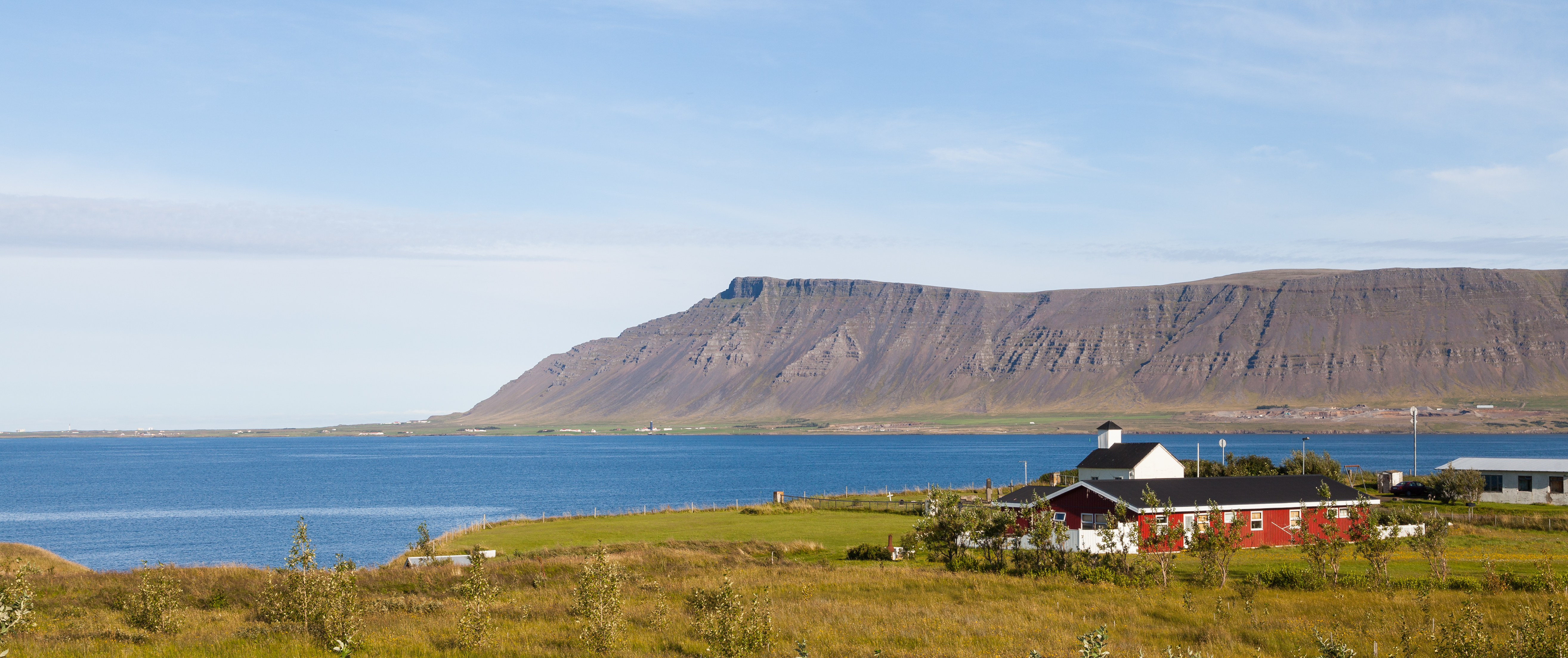
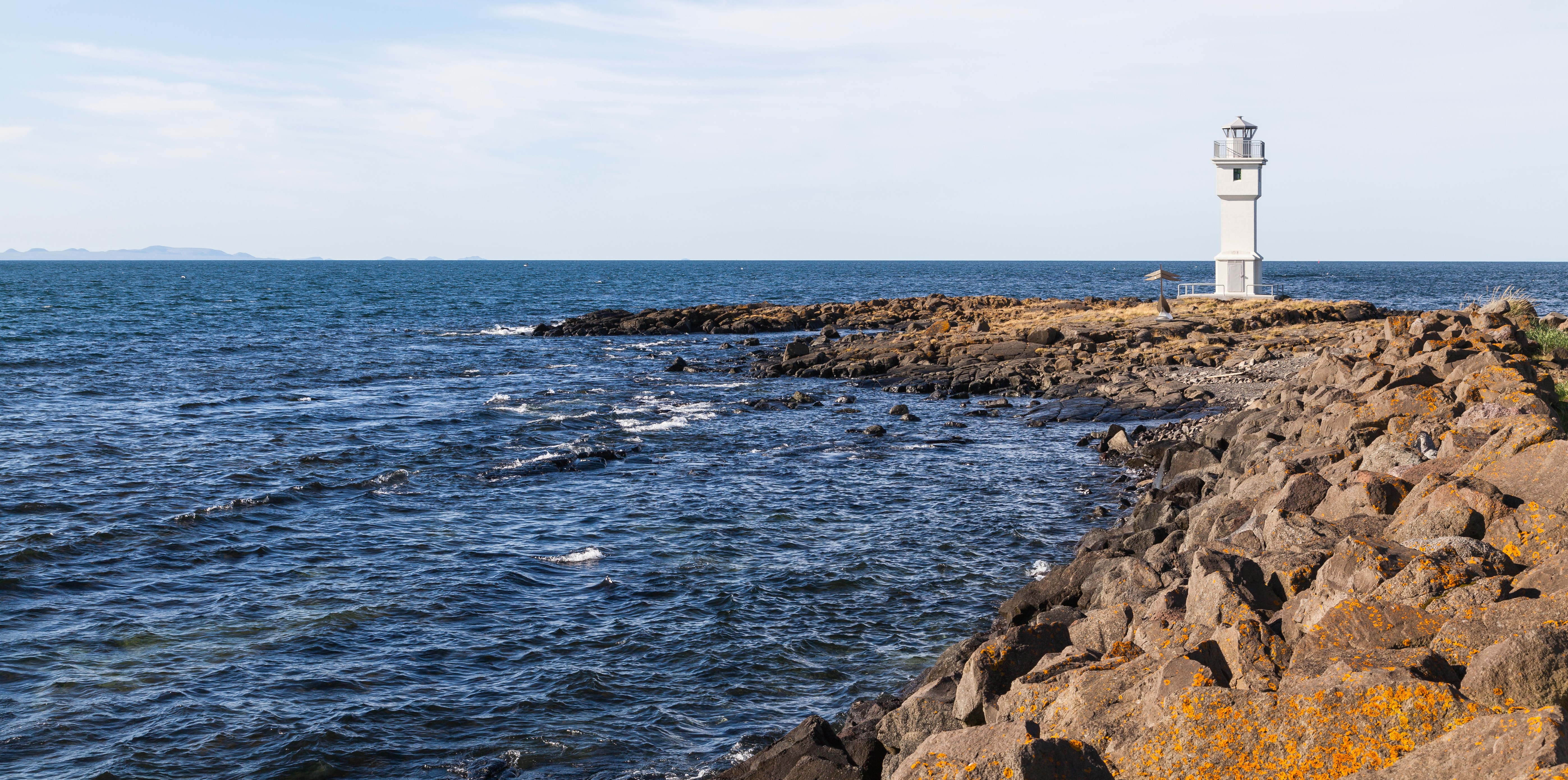
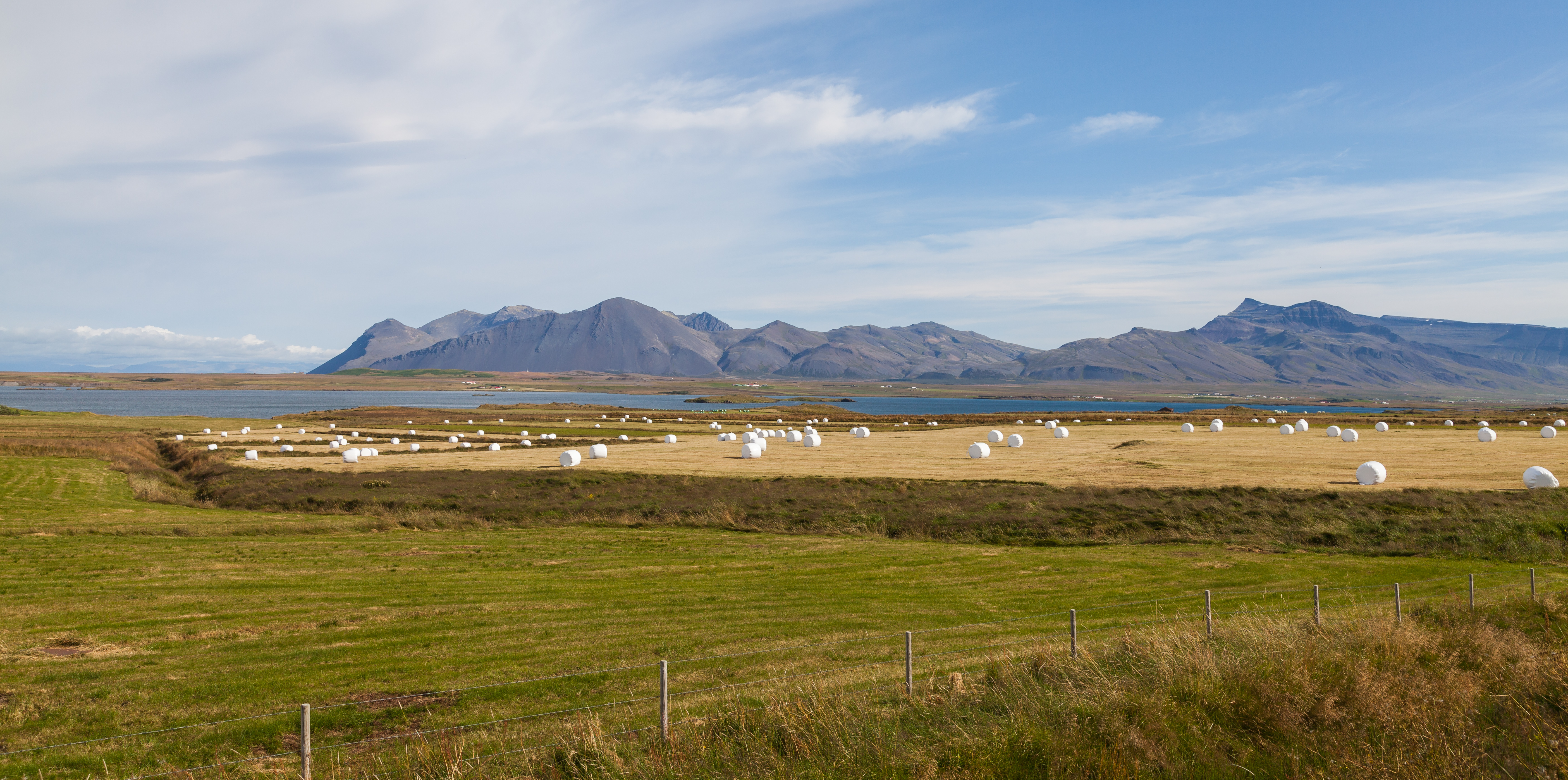

## أعلام
- أرنور سيغوردسون
- جون غوستافسون
- بيورن سيورذارسون
- يوهانز كارل غوديونسون
- أولافور ثورذارسون